# Šentvid pri Lukovici
Šentvid pri Lukovici – wieś w Słowenii, w gminie Lukovica. W 2018 roku liczyła 231 mieszkańców.